# Ischalia fischeri
Ischalia fischeri is een keversoort uit de familie Ischaliidae. De wetenschappelijke naam van de soort is voor het eerst geldig gepubliceerd in 2008 door Young.